# Augusta (Ontario)
Augusta es un municipio canadiense situado en la provincia de Ontario.

## Superficie
Augusta tiene una superficie de 313,77 km².

## Demografía
En 2021, tenía 7386 habitantes, una densidad poblacional de 23,5 hab./km², y 3046 viviendas.